# Fintech
Fintech opisuje novu tehnologiju integriranu u različite sfere za poboljšanje i automatizaciju svih aspekata financijskih usluga koje se pružaju pojedincima i tvrtkama. 
U početku se ova riječ koristila za tehnologiju iza pozadinskih sustava velikih banaka i drugih organizacija. A sada pokriva širok spektar inovacija povezanih s financijama u više industrija, od obrazovanja do kriptovaluta i upravljanja investicijama. Iako tradicionalne financijske institucije nude paket usluga, fintech se usredotočuje na pojednostavljivanje pojedinačnih ponuda, čineći ih pristupačnim, često jednim klikom za korisnike. 
Taj se učinak može opisati riječju "poremećaj" - a sada, da bi bile konkurentne, banke i druge konvencionalne ustanove nemaju drugog izbora nego promijeniti ukorijenjene prakse kroz suradnju s fintech startupovima. Živopisan primjer je Visino partnerstvo s Ingo Money za ubrzavanje procesa digitalnih plaćanja. Unatoč usporavanju vezanom uz epidemiju Covid-19, fintech industrija će oporaviti zamah i nastaviti mijenjati izgled financijskog svijeta.

## Tehnologije
Unutar industrije financijskih usluga neke od korištenih tehnologija uključuju umjetnu inteligenciju (AI), velike podatke, robotsku automatizaciju procesa (RPA) i blockchain.
Umjetna inteligencija je opći pojam za mnoge različite tehnologije. U smislu "fintech" industrije, AI se koristi u raznim oblicima. AI algoritmi mogu se koristiti za predviđanje promjena na tržištu dionica i davanje uvida u ekonomiju. AI se koristi za pružanje uvida u potrošačke navike potrošnje i omogućuje financijskim institucijama da bolje razumiju svoje klijente. Chatbotovi su još jedan alat vođen umjetnom inteligencijom koji banke počinju koristiti za pomoć u korisničkoj službi.
Big Data je još jedna "fintech" tehnologija koju financijske institucije koriste. U financijskom sektoru veliki podaci mogu se koristiti za predviđanje ulaganja klijenata i promjene na tržištu te stvaranje novih strategija i portfelja. Veliki podaci mogu se koristiti za analizu potrošačkih navika potrošnje i na taj način poboljšati otkrivanje prijevara. Veliki podaci pomažu bankama u stvaranju segmentiranih marketinških strategija i mogu se koristiti za optimizaciju poslovanja tvrtke.
Robotska automatizacija procesa je tehnologija umjetne inteligencije koja se fokusira na automatizaciju određenih ponavljajućih zadataka. U terminima "fintech", RPA se koristi za obavljanje ručnih zadataka koji se često ponavljaju i svakodnevno dovršavaju. Ovi zadaci samo uključuju unos informacija u sustav i ne zahtijevaju puno vještine, pa ih tvrtke zamjenjuju RPA-om koji zadatak može izvršiti brže i učinkovitije. RPA pomaže u učinkovitijoj obradi financijskih podataka kao što su dugovanja i potraživanja od ručnog postupka i često točnije. RPA se može koristiti za povećanje produktivnosti financijske tvrtke.
Blockchain je još jedna financijska tehnologija koja se počinje koristiti u industriji. Od svih "fintech" tehnologija, blockchain je razvijen za potrebe financija i tako ima izravne veze s financijskim institucijama. Iako je blockchain još uvijek tehnologija u nastajanju, mnoge tvrtke prepoznaju utjecaj koji će imati i u skladu s tim ulažu.
Neobanke
Digitalne banke ili banke samo putem interneta nemaju podružnice i posluju isključivo putem interneta, npr. Revolut.

## Pregled
Financije se vide kao jedna od najranjivijih grana na softverske poremećaje jer su financijske usluge, poput izdavaštva, izrađene od informacija, a ne od konkretne robe. Posebice blockchains mogu smanjiti troškove transakcija u financijskom sustavu. Iako su financije do sada bile zaštićene regulativom i izdržale dot-com procvat bez većih preokreta, novi val novoosnovanih poduzeća sve više "razgrađuje" globalne banke. Međutim, agresivno provođenje Zakona o bankovnoj tajni i propisa o prijenosu novca predstavlja stalnu prijetnju za fintech tvrtke. Kao odgovor, Međunarodni monetarni fond (MMF) i Svjetska banka zajednički su 11. listopada 2018. predstavili Bali Fintech Agendu koja se sastoji od 12 političkih elemenata koji djeluju kao smjernice raznim vladama i središnjim bankarskim institucijama za usvajanje i raspoređivanje "brzog napretka u financijskim tehnologija".
New York Venture Capital Association (NYVCA) domaćin je godišnjih summita radi obrazovanja onih koji žele saznati više o fintechu. Samo u 2018. godini fintech je bio odgovoran za preko 1.700 poslova vrijednih preko 40 milijardi dolara.